# 数学の問題

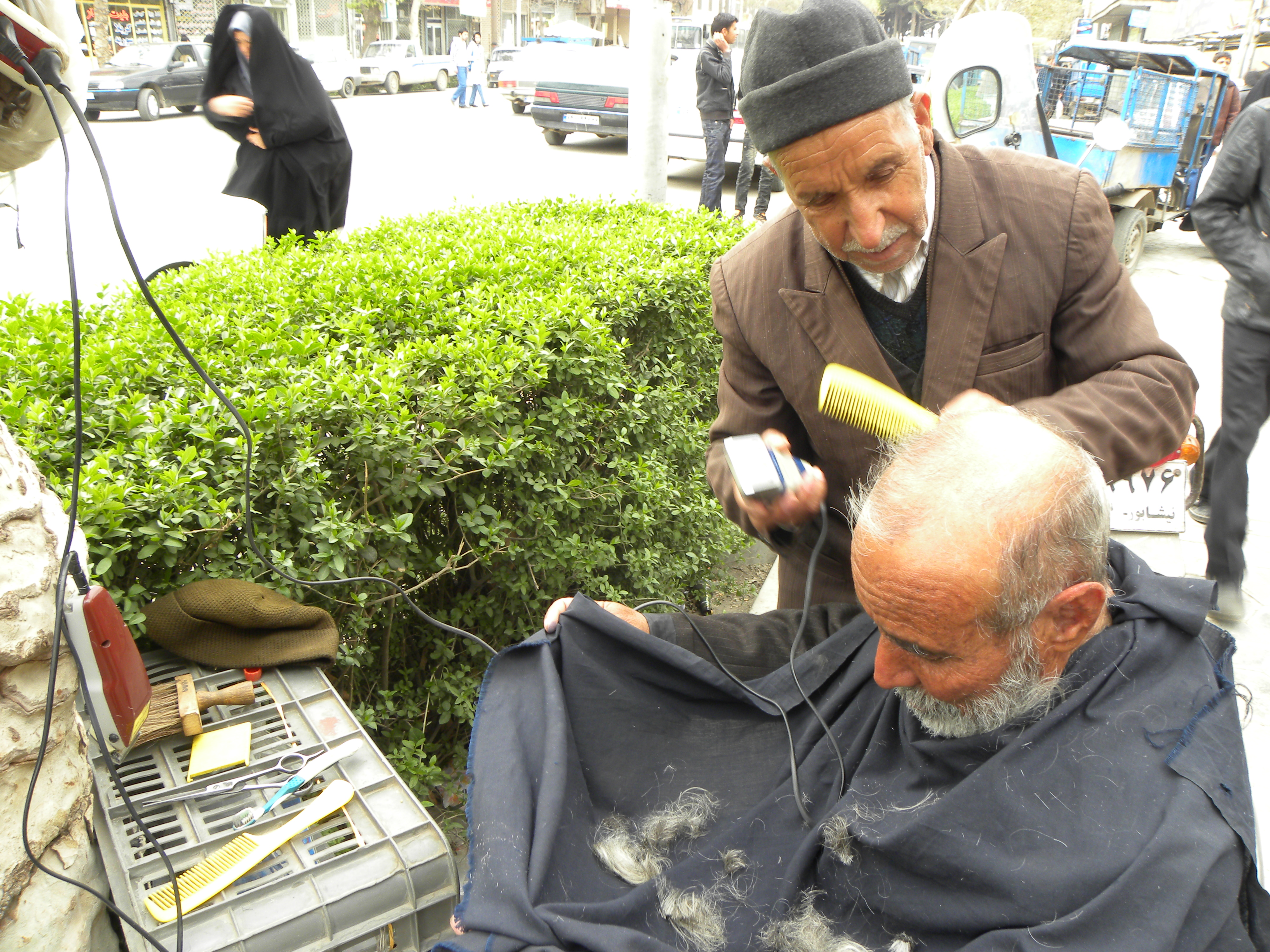
ある日あなたが床屋の前を通り過ぎ、次のような内容の看板を見かけたとしよう：
「あなたは自分の髭を剃りますか？
もし自分で剃らないのなら、ぜひご来店ください。
私が剃ってあげましょう！
私は自分で髭を剃らない人には誰にでも髭を剃ってあげますが、それ以外の人の髭は剃りません。」
さて、ここで問題：「床屋自身の髭は誰が剃るのか？」
― 床屋のパラドックス

数学の問題（すうがくのもんだい）は、数学的方法で、表現され、解析され、そしてもしかすると解けるかもしれない問題である。これは、太陽系の惑星の軌道計算のような現実世界の問題であったり、ヒルベルト問題のような、より抽象的な性質の問題であったりすることがある。
それは、ラッセルのパラドックスのような、数学の性質そのものについて触れる問題であることもある。
解かれた数学の問題の結果は、数学の礼儀作法に則り、証明と吟味がなされる。

## 現実世界の諸問題
形式ばらない「現実世界」の数学的諸問題は「アダムは5つのリンゴを持っていて、ジョンに3つを与える。彼は残りいくつ持っているか?」というような、具体的な設定と関係する問いである。たとえその問題を解くために必要とされる数学を知っていたとしても、このような問いは普通「{\displaystyle 5-3}」のような通常の計算練習問題よりも解くのは難しい。文章題として知られるそれらの問題は、現実社会の状況を数学という抽象的な言語と結びつけることを生徒に教えるために数学教育で用いられる。
一般的には、現実社会の問題を解くために数学を使うにあたって、最初の段階となるのはその問題の数理モデルを組み立てることである。これはその問題の詳細から抽象することを含んでいて、モデル作成者は元の問題を数学的問題に表現し直すにあたり、本質的側面を失わないように注意深くあらねばならない。数学の世界でその問題が解けた後、その解は元の問題の文脈の中へと訳し戻さなくてはならない。
現実の現象は、一見すると単純なものや複雑であるものまで様々である。一見単純なものでも、微視的に見れば、複雑な機構であることもある。それらは現象を観察する尺度と、機構の安定性に依存する。単純な現象を簡単なモデルで説明できることもあれば、簡単なモデルから現象の複雑さを説明できそうなこともある。カオス理論によるモデルがその一例である。

## 抽象的な諸問題
抽象的な数学の問題は数学のすべての分野に現れる。数学者は彼ら自身のためにそれらを研究するのだが、そうすることによって数学の領域外で応用を見つける結果が得られることがある。理論物理学は歴史的にそうであり続けてきたし、相変わらずインスピレーションの豊かな源である。
抽象的な諸問題の中には、古典幾何学の定規とコンパスによる作図だけを使用した円積問題や角の三等分問題、一般的な五次方程式の代数的解法のように、解くことが不可能であることが厳密に証明されたものもある。また、チューリングマシンの停止問題のように、証明可能性的に解くことが不可能な問題は、いわゆる決定不可能問題と呼ばれる。
多くの抽象的な問題はお決まりの手順で解くことができるが、そのほかの問題は大変な努力を伴いながら解かれてきた。いくつかのとても重要な領域への進出については、それまではまだ一つの完全な解に導かれたことがなかった状態から生まれた。他方、ゴールドバッハの予想とコラッツの問題のような、そのほかの問題は未だあらゆる試みに抵抗している。よく知られた難しい抽象的な諸問題のうちのいくつかは、比較的最近になって解かれたもので、四色定理、フェルマーの最終定理、ポアンカレ予想が知られている。
われわれの想像力に新たな地平を切り開く目新しい数学的概念のすべてが、現実界と対応するわけではない。すべてが対応するなら、科学は新たな数学を探し求めるものにすぎなくなるだろう。現代数学の見地からは、数学の問題を解くことは、形式的には、チェス（あるいは将棋や碁）のような、一定のルールに制約された記号の操作に還元し得ると考えられている。この意味において、ウィトゲンシュタインは数学をひとつの「言語ゲーム」（独: Sprachspiel）と見なした。したがって、数学者によって現実の問題とは直接関わりを持たない問題も提起され得るし、また解くことも試みられる。また、数学がゲームであるとすれば、数学の研究成果の価値判断における新奇性や差異性よりも、数学研究における数学者自身にとっての「面白さ」がより重視されるかもしれない。ポパーは、数学では容認されても他の科学分野ではできない、このような見方を批判した。
数学者が何かをするために必要な彼らの動機の感覚をもつことを、計算機は必要としない。数理科学において形式的な定義と計算機で検証可能な演繹は、絶対に要（かなめ）となる。計算機で検証可能な、記号に基づく方法論の活力は、そのルールなしには由来しない、しかしむしろ私たちの想像力に依存する。

## 劣化
成績評価のために問題解決を用いる数学教育者は、アラン・H・シェーンフェルドにより言い表された問題を抱えている：
まるで異なる問題が使われるとき、どうやって試験の成績を年一年と比較できるのか？（もし来る年も来る年も似たような問題が使われるならば、教師と生徒はそれらの問題が何であるかを学び、生徒はそれらの練習をして慣れてしまうだろう：問題は単なる練習問題となり、試験はもはや問題解決を評価しないだろう）。
ほぼ２世紀早くシルヴェストル・ラクロワも同様の問題に直面した：
…生徒は互いに連絡し合うかも知れないので、設問を変えることが必要である。彼らは試験に失敗するだろうけれど、後に受かるかもしれない。したがって、設問の配分、話題の多様性、もしくはその答えは、受験者を次から次へと正確に比較する機会を失うおそれがある。
そのような諸問題の単なる練習問題への劣化は、歴史上の数学の特徴である。例えば、19世紀のケンブリッジ大学の数学卒業試験のための予習について記述するとき、アンドリュー・ワーウィックは次のように書いた：
…当時の多くの標準問題族を解くのは、当初18世紀の最も偉大な数学者たちの能力をもってしてもやっとのことであった。